# Edward Meeks
Edward Meeks (Jonesboro (Arkansas), 27 september 1931 – Parijs, 2 juli 2022) was een Amerikaanse acteur.

## Biografie
Meeks heeft in meer dan veertig film- en televisieproducties gewerkt, waaronder in de films Verspätung in Marienborn (1963), Le Clan des Siciliens (1969), en Maigret voit rouge (1963) (in de laatste naast Jean Gabin). Hij is bij het Duitstalige publiek bekend via de Franse televisieserie Les Globe-Trotters, maar vooral door de rol van schrijver Humphrey van Weyden in de verfilming van de roman Der Seewolf van Jack London.
Meeks was de laatste filmpartner van Grace Kelly (actrice) in de 27 minuten durende televisiefilm Rearranged (1982), die vanwege haar overlijden niet werd voltooid. Hij was tot haar dood getrouwd met de Franse schrijfster en actrice Jacqueline Monsigny (1931–2017).
Meeks overleed op 90-jarige leeftijd.

## Filmografie (selectie)
- 1962 - The Longest Day (Ken Annakin, Bernhard Wicki en anderen)
- 1962 - Le Jour et l'Heure (René Clément)
- 1963 - Maigret voit rouge (Gilles Grangier)
- 1964 - Le Monocle rit jaune (Georges Lautner)
- 1966/1968 - Les globe-trotters (televisieserie)
- 1969 - Le Clan des Siciliens (Henri Verneuil)
- 1970 - Patton (Franklin J. Schaffner)
- 1971 - Der Seewolf (televisieserie)
- 1972 - Bluebeard (Edward Dmytryk)
- 1974 - Das Blaue Palais (televisieserie, deel 3: Das Medium)
- 1975 - Le Faux-cul (Roger Hanin)
- 1979 - Grandison (Achim Kurz)
- 1983 - Le Grand Carnaval (Alexandre Arcady)
- 1985 - Les Loups entre eux (José Giovanni)
- 1985 - Le Regard dans le miroir (televisieserie)
- 1989 - Try this One for Size (Guy Hamilton)